# Plage de Hakotsukuri
La plage de Hakotsukuri (箱作海水浴場, Hakotsukuri-kaisuiyokujō) est une plage de sable artificielle située à cheval sur la frontière de la ville de Hannan et du bourg de Misaki, dans la préfecture d'Osaka. Elle est également connue sous le surnom de "Pichi Pichi Beach".

## Aperçu
La plage d'Hakotsukuri est une plage de sable artificielle en bordure de la baie d'Osaka. Elle se trouve sur la limite entre la ville de Hannan et le bourg de Misaki. Du côté de Misaki, la plage est appelée « plage de Tannowa » (淡輪海水浴場, Tannowa-kaisuiyokujō) et porte le surnom de  Plage Tokimeki . La plage est ouverte pour la baignade pendant la période estivale, de la mi-juillet jusqu'au 31 août.